# Mineros de Cananea (béisbol)
Para el equipo de baloncesto, véase Mineros de Cananea.
Los Mineros de Cananea fue un equipo de béisbol que participó en la Liga Norte de Sonora con sede en Cananea, Sonora, México.

## Historia
De 1954 a 1957 Mineros de Cananea participó en una Liga Binacional, denominada  "Liga Arizona-México". Con Mineros, en dicha liga participaron Claudio Solano "El Cometa de Carbó", Américo Pérez, Alfredo “Yaqui” Ríos y Miguel Sotelo, entre otros conocidos. En 1955, Miguel Sotelo tiró un juego sin hit ni carrera contra los Phoenix Stars. 
Los Mineros de Cananea conquistaron en dos ocasiones el título, en las temporadas 1955 y 1956 con Guillermo Garibay como manejador. 
Para la temporada 1957 de la Liga Arizona-México, los Mineros volvieron con fuerza, obteniendo el subcampeonato, en una temporada donde no hubo playoff. Esta fue la última temporada de Mineros en esta Liga, ya que para 1958 se mudaron a Nogales, Sonora, bajo el mote "Mineros de Nogales".
No obstante, como se especulaba que Mineros dejaría la Liga Binacional, debido a los altos costos de los viajes, en las temporadas 1956 y 1957, Cananea, manejado por Alfonso de la Fuente participó en la Liga Norte de Sonora junto con los Internacionales de Nogales, los Rieleros de Benjamín Hill, los Membrilleros de Magdalena, y los Rojos de Caborca.
Los siguientes años fueron difíciles para el equipo, desapareciendo y refundándose varias veces.
En los 70s, el pitcher Alfredo Mariscal jugó con los Mineros. En el año 1974, Mineros llegaría por primera vez a una final en la Liga Norte de Sonora, misma que perderían contra los Tiburones de Puerto Peñasco.
Fue hasta 1982 que los Mineros lograron levantar un campeonato en la Liga Norte de Sonora, barriendo en la serie final a los Rojos de Caborca 4 juegos contra 0. Después de ese título, la inestabilidad volvió a la ciudad del mineral, aunado a la difícil situación económica de la mina Buenavista del Cobre. Por ese motivo, de nueva cuenta el equipo desapareció, reapareciendo en 2003 en un nuevo intento por refundar la Liga Arizona-México, junto a los equipos de Charros de Nogales, Cerveceros de Tecate y Bisbee-Douglas Cooper Kings. La Liga fue abandonada por los 4 clubes cuando apenas se habían disputado 16 juegos del rol regular, siendo un auténtico fracaso.
Los Mineros de Cananea regresaron para la temporada 2013 de la LNS, desapareciendo definitivamente tras finalizar la temporada 2014.

## Campeonatos y Subcampeonatos en Liga Norte de Sonora
| Temporada | Campeón                     | Subcampeón         | Resultado                 |
| --------- | --------------------------- | ------------------ | ------------------------- |
| 1974      | Tiburones de Puerto Peñasco | Mineros de Cananea | Subcampeón en rol regular |
| 1982      | Mineros de Cananea          | Rojos de Caborca   | 4-0 (Serie Final)         |

## Campeonatos y Subcampeonatos en Liga Arizona-México
| Temporada | Campeón            | Subcampeón         | Resultado                                          | Récord | Mánager                    |
| --------- | ------------------ | ------------------ | -------------------------------------------------- | ------ | -------------------------- |
| 1955      | Mineros de Cananea | Yuma Sun Sox       | Campeón por obtener el primer lugar en rol regular | 86-53  | Guillermo Garibay          |
| 1956      | Mineros de Cananea | Yuma Sun Sox       | 3-0 (Serie Final)                                  | 75-56  | Guillermo Garibay          |
| 1957      | Phoenix Stars      | Mineros de Cananea | Subcampeón en rol regular                          | 76-56  | Claudio Solano Daniel Ríos |

## Jugadores

### Roster actual
Actualizado al 18 de julio de 2013.
| Dorsal | Mánager                          | Nacionalidad                       |
| ------ | -------------------------------- | ---------------------------------- |
| 6      | Sergio Robles Valenzuela         | mexicano                           |
| Dorsal | Pitchers                         | Nacionalidad                       |
| 4      | Isidro Morales Sandoval          | mexicano                           |
| 13     | Jesús Adrián Castillo Vega       | mexicano                           |
| 17     | Ruddy Vladimir Acosta Álvarez    | mexicano                           |
| 14     | Nelson Ramón Vivas Indriago      | Venezolano                         |
| 30     | Alan Arturo Soto Domínguez       | mexicano                           |
| 23     | Iván Camaño Machado              | mexicano                           |
| 45     | Francisco Luis Butto Palma       | Venezolano                         |
| 18     | Bolívar Medina                   | Bandera de la República Dominicana |
| 44     | Fernando Pérez-Abreu Kudo        | mexicano                           |
| -      | Gerardo Michel Cano Esquivel     | mexicano                           |
| -      | Ernesto Rangel Muñoz             | mexicano                           |
| -      | José Gregorio Calero Codina      | Venezolano                         |
| Dorsal | Cácheres                         | Nacionalidad                       |
| 51     | Eduardo Revilla Acuña            | mexicano                           |
| 12     | Antonio Díaz Ávila               | mexicano                           |
| Dorsal | Infielders                       | Nacionalidad                       |
| 11     | Jesús Antonio López Molina       | mexicano                           |
| 9      | Norberto Obeso González          | mexicano                           |
| 1      | Alejandro Robles Durán           | mexicano                           |
| 28     | Martín Arvizu Yepiz              | mexicano                           |
| 99     | Luis Fernando Medina Ponce       | mexicano                           |
| 55     | Yousamot Cota Obeso              | mexicano                           |
| 3      | Miguel Rodríguez Médez           | mexicano                           |
| 16     | Juan Carlos Torres García        | Venezolano                         |
| Dorsal | Outfielders                      | Nacionalidad                       |
| 34     | Francisco Javier Maturin Fuentes | mexicano                           |
| 7      | Juvenal Ibarra Gardner           | mexicano                           |
| 10     | Manuel Rodolfo Amaya Ortega      | mexicano                           |
| 50     | Jesús Orlando Urbina Ruiz        | mexicano                           |
| 27     | Daniel Fornes González           | mexicano                           |
| 21     | Manuel Mancilla Lara             | mexicano                           |
| Dorsal | Cuerpo Técnico                   | Nacionalidad                       |
| 2      | Armando Sánchez                  | mexicano                           |
| 37     | Isidro Morales                   | mexicano                           |
| 20     | Clemente Acuña                   | mexicano                           |
| -      | Rene Córdova                     | mexicano                           |
| -      | Víctor Martínez                  | mexicano                           |

### Jugadores destacados
- Aurelio Rodríguez Ituarte.
- Jaime Corella.
- Francisco "Chico" Rodríguez.
- Alfredo Mariscal